# Tunna (rymdmått)

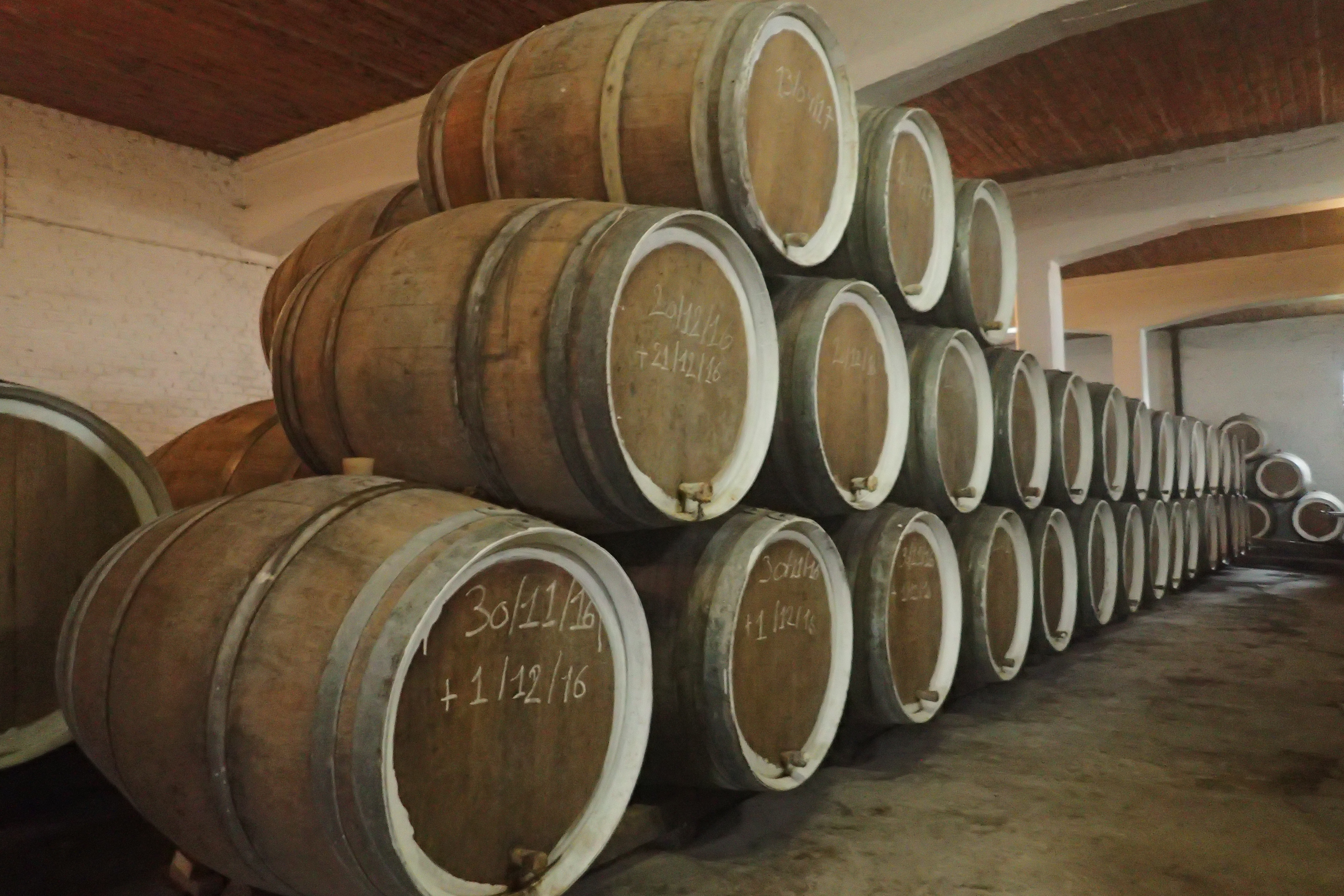
Uppstaplade tunnor.

Tunna användes förr som ett rymdmått för både våta och torra varor.

## Historik
Tunnan förekom i en många varianter och rymder, i Sverige varierade de olika tunnrymderna mellan 109 och 194 liter. Ett tidigt standardmått blev den så kallade Lüneburgtunnan med en rymd av omkring 223 liter. Den så kallade rostocktunnan om 117,3 liter antogs 1375 som norm för silltunnor ("heringsbant") inom hansan och hade den hanseatiska alnen som norm. Den blev omkring 1550 officiell slottstunna i Stockholm. Den användes av kornskrivaren för att räkna om spannmålsskatten som inkom från de olika landskapen. Som namnet visar (mål = mått) uppmättes skatten med ett annat mått, spannen. Spannstorleken varierade mycket mellan olika landskap och städer, vilket var den direkta orsaken till att slottstunnan infördes som standardmått. Den rymde 2-4 spannar beroende på landskap.
På 1600-talet reformerades det medeltida svenska måttsystemet. Måttreformen under 1600-talet definierade en våt tunna till 4 fjärdingar = 48 kannor = 125,630 4 liter. För den torra tunnan infördes i början av 1600-talet en ny rikslikare, den så kallade gamla stockholmstunnan (146,24 liter) och 1665 kom den "gamla" svenska tunnan (146,6 liter), konstruerad av Georg Stiernhielm.
För den torra tunnan fanns även varierande definitioner beroende på varuslaget, exempelvis:
- säd (upphov till ytmåttet tunnland = den area som kan besås med en tunna utsäde)[2]
- stångjärn
- sill
- kol (en tunna stenkol skulle i slutet av 1600-talet rymma 170 liter)

Efter metersystemets införande standardiserades en spannmålstunna till 100 liter.
När det gäller torra varor var det skillnad på om angivelsen avsåg rågat mått eller struket mått. Ibland blev det tvist mellan säljare och köpare om hur stor rågen skulle anses vara, och det resonerades om både råge och överråge. Till slut blev det nödvändigt med en statlig förordning som definierade att rågen för 1 tunna fast mål skulle vara exakt 4 strukna kappar (1 kappe är ungefär 4,6 liter).
Därutöver användes en mängd andra tunnor som måttenheter, bland annat fat, oxhuvud (en tunna med rymdmått på mellan 185 och 235 liter), pipor (en långsmal tunna, ungefär motsvarande två till tre oxhuvuden) med flera. Vin från medelhavet importerades i tunnor kallade botas ("båtar") med en rymd av 441 liter. Ett ankare, en mindre tunna rymde 39,2 liter. Dritteln var främst använd för smör, och rymde 1/3 tunna.

### Spannmålstunnans vikt
Vikten av spannmål i en tunna: År 1629 91,8 kg. På 1700-talet: en tunna råg 118 kg, en tunna korn 104 kg.

## Tunna, kutting, kagge
En liten tunna, till exempel för salt sill eller brännvin, kallas "kutting" eller "kagge". Gränsen mellan tunna och kutting är inte tydlig, speciellt som en rad olika varianter av tunnor förekommer, men de flesta rymdmått för tunnor ligger på 100 liter och uppåt. En vanlig storlek på en kutting har varit ungefär 10 kilo/liter.
En kagge är normalt lite större, oftast motsvarande en ankare eller cirka 40 liter.

## Tunnan och dess indelning som våtvarumått[7]
| Tunna | Halvtunna | Fjärding | Åtting | Sextondel | Kanna | Liter   |
| ----- | --------- | -------- | ------ | --------- | ----- | ------- |
| 1     | 2         | 4        | 8      | 16        | 48    | 125,616 |
|       | 1         | 2        | 4      | 8         | 24    | 62,808  |
|       |           | 1        | 2      | 4         | 12    | 31,404  |
|       |           |          | 1      | 2         | 6     | 15,702  |
|       |           |          |        | 1         | 3     | 7,851   |
|       |           |          |        |           | 1     | 2,617   |